# Friedrich Herrlein
Pour les articles homonymes, voir Herrlein.

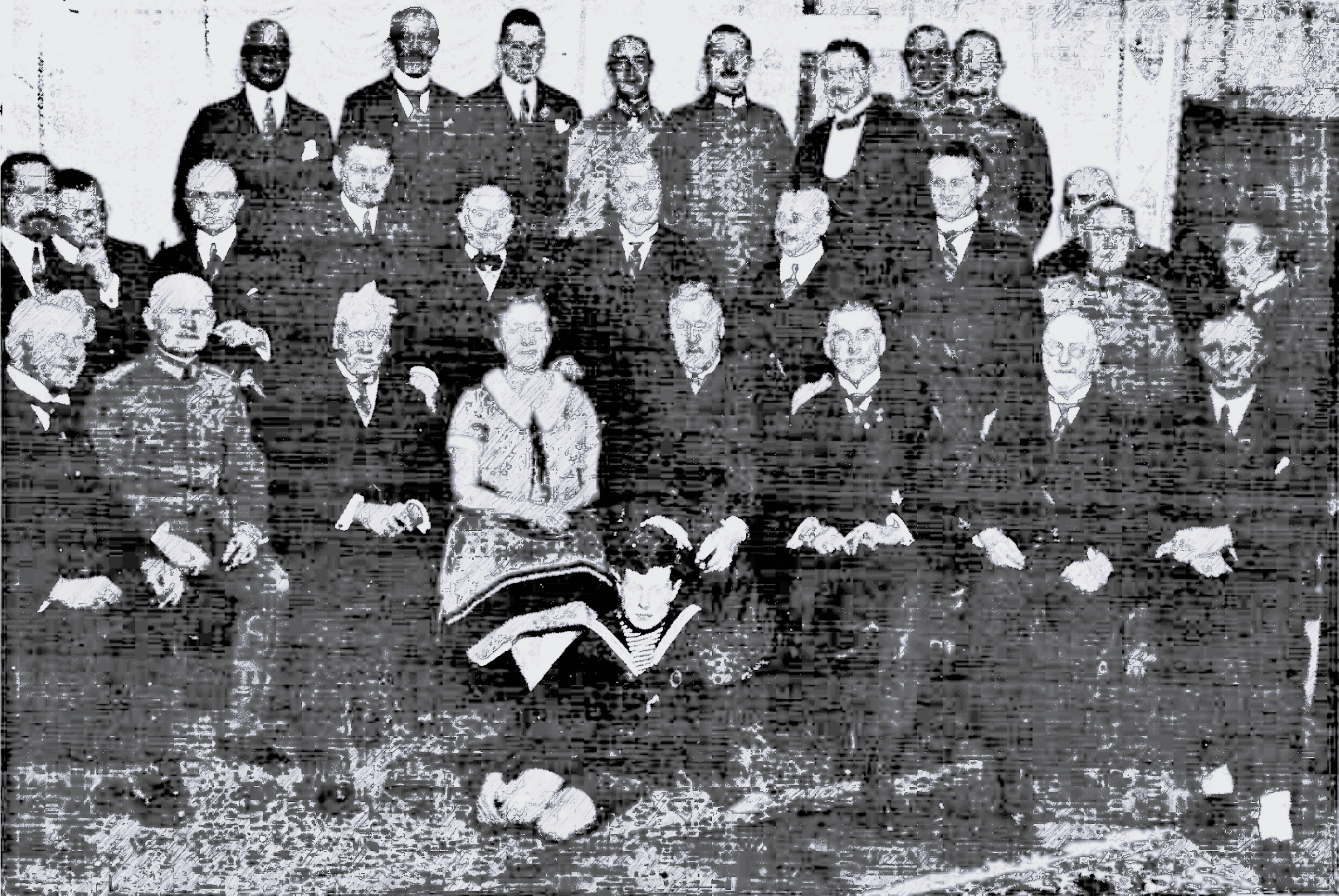
La réception d'Eckener à Lübeck en 1925. Rangée du haut à l'extrême droite

Friedrich Herrlein (27 avril 1889 à Ehrenbreitstein - 28 juillet 1974 à Giessen) est un General der Infanterie allemand qui a servi au sein de la Heer dans la Wehrmacht pendant la Seconde Guerre mondiale.
Il a été récipiendaire de la croix de chevalier de la Croix de fer. Cette décoration est attribuée pour récompenser un acte d'une extrême bravoure sur le champ de bataille ou un commandement militaire avec succès.

## Biographie
Friedrich est le fils du lieutenant-colonel prussien Georg Herrlein. Issu du corps des cadets, il s'engage le 3 mars 1910 comme enseigne dans le 3e régiment à pied de la Garde de l'armée prussienne et, après avoir l'école de guerre de Dantzig, il devient lieutenant le 20 mars 1911, avec un brevet daté du 24 juin 1909. 
Friedrich Herrlein est capturé par les forces britanniques en 1945 et reste en captivité jusqu'en 1948.

## Décorations
- Croix de fer (1914)
  - 2e classe
  - 1re classe
- Insigne des blessés (1914)
  - en Noir
- Croix hanséatique de Hambourg
- Croix de chevalier de l'ordre royal de Hohenzollern avec glaives (26 février 1917)
- Croix d'honneur
- Agrafe de la Croix de fer (1939)
  - 2e Classe
  - 1re Classe
- Croix de chevalier de la Croix de fer
  - Croix de chevalier le 22 août 1941 en tant que Generalmajor et commandant de la 18e division d'infanterie[1].